# Incubadora (neonatologia)

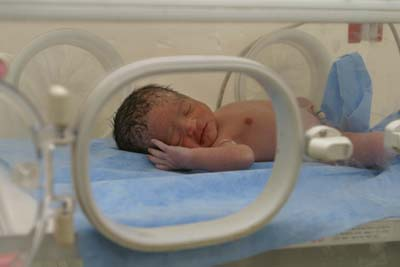
Nen a una incubadora

Una incubadora en l'àmbit de la neonatologia és un dispositiu que té la funció de crear un ambient amb la humitat i temperatura adequades per a la supervivència d'un nadó prematur.
Una incubadora per a nadons prematurs o nounats és un equip fonamental d'una unitat de tractament intensiu neonatal. Consisteix en una cambra tancada de material transparent que inclou una embuatat esterilitzat per ficar al llit al nadó, amb calefacció per convecció, filtre d'aires exterior, finestres per manipular al pacient, i diversos i sofisticats sistemes de monitoratge que inclouen control de pes, respiració, cardíac i d'activitat cerebral.
La cambra permet limitar l'exposició del nounat als gèrmens, i la complexitat dels equips permeten també diversos tractaments de vigilància intensiva, incloent-hi teràpia intravenosa, suplement d'oxigen, suport mecànic de la respiració i administració de fàrmacs.Aquest tipus d'incubadores ha resultat fonamental a partir del segle XX per aconseguir substancials reduccions de la taxa de mortalitat infantil a tot el món, constituint un dels paràmetres claus que expliquen la diferència de taxes entre països desenvolupats i uns altres amb menor nivell tecnològic.
No obstant això, existeixen posicions alternatives que promouen el reemplaçament de la incubadora per l'anomenat mètode cangur, incloent-hi estudis efectuats a diversos països que relativitzen l'ús de la incubadora excepte en el cas de patologies greus.